# Элим (аэропорт)
Аэропорт Элим (англ. Elim Airport), (ИАТА: ELI, ИКАО: PFEL, FAA LID: ELI) — государственный гражданский аэропорт, расположенный в 6 километрах к юго-западу от центрального делового района города Элим (Аляска), США.
По данным статистики Федерального управления гражданской авиации США услугами аэропорта в 2007 году воспользовалось 3 189 человек, что на 15 % (3 772 человек) меньше по сравнению с предыдущим годом.

## Операционная деятельность
Аэропорт Элим занимает площадь в 40 гектар, расположен на высоте 49 метров над уровнем моря и эксплуатирует одну взлётно-посадочную полосу:
- 1/19 размерами 1037 x 18 метров с гравийным покрытием.